# Мандела (Италия)
 Тази статия е за селото в Централна Италия.  За южноафриканския политик вижте Нелсън Мандела.  
Мандѐла (на италиански: Mandela) е село и община в Централна Италия, провинция Рим, регион Лацио. Разположено е на 487 m надморска височина. Населението на общината е 947 души (към 2010 г.).